# HALIBA
HALIBA (hebräisch  הליב"ה : הַמֵיזָם לְחֹפֶשׁ יְהוּדִי בְּהַר הַבַּיִת) ist ein Projekt des Israel Independence Fund, einer israelisch-amerikanischen jüdischen Organisation, und der Temple Mount Heritage Foundation (hebräisch הַקֶרֶן לְמוֹרֶשֶׁת הַר הַבַּיִת, deutsch „Stiftung für das Erbe des Tempelberges“).
HALIBA ist ein Akronym für Ha-Mesam le-Chofesch jehudi be-Har ha-Bajit („Projekt für jüdische Freiheit auf dem Tempelberg“). Vorsitzender (2014) ist Jehuda Glick; Linda Olmert ist Vizevorsitzende. Sie fordern den ungehinderten Zugang für Juden zum Jerusalemer Tempelberg. Moslems befürchten, dass sie die Neuerrichtung des sog. Dritten Tempels dort anstreben.
In einer Erklärung gegenüber der Jerusalem Post benennt HALIBA als ihre Aufgabe, jüdische Israelis zusammenzubringen, die der Überzeugung sind, dass die Verhinderung des freien Zugangs zu dem Berg für Juden, die dort beten möchten etc., eine Verletzung der Rechte der Juden auf der ganzen Welt darstellt.

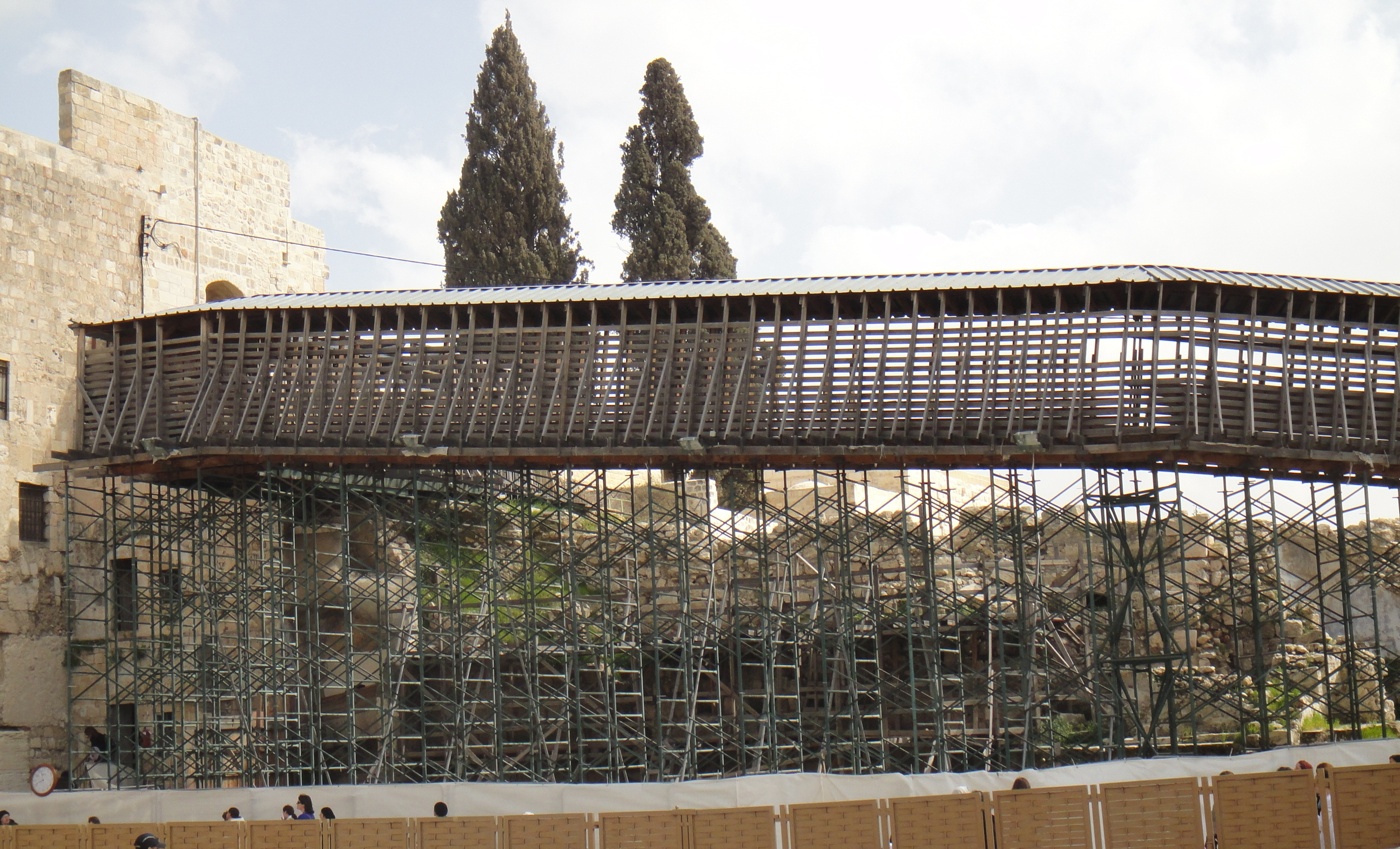
Die provisorische Mughrabi-Brücke

HALIBA setzt sich auch für den Denkmalschutz der Klagemauer und des Tempelbergs ein. Sie dokumentierte und filmte  Vandalismus und illegale Bohrarbeiten unter dem Berg.
HALIBA organisiert politische Touristenführungen auf den Tempelberg. Eine ihrer Gruppen wurde von Palästinensern belästigt.
HALIBA klagte erfolglos gegen die Leibesvisitationen der jüdischen Besucher vor der Mughrabi-Brücke, dem derzeit einzigen Zugang für Nichtmuslime.